# Един Рустемович
Един Рустемович (босн. Edin Rustemović, 6 січня 1993, Вісбаден, Німеччина) — боснійський футболіст, півзахисник казахстанського клубу «Шахтар» (Караганда).

## Кар'єра
Народився у Німеччині, але розпочав грати у футбол в боснійському клубі «Дрина» (Зворник), з якого на початку 2013 року відправився до Сербії, де виступав за клуби «ОФК Белград» та «Синджелич», але заграти не зумів і на початку 2014 року повернувся до «Дрини», провівши там ще один рік.
У лютому 2015 року перейшов до «Сараєво», з яким того ж року виграв чемпіонат Боснії та Герцеговини.
Влітку 2017 року Рустемович був підписаний клубом другого турецького дивізіону «Адана Демірспор», але там закріпитись не зумів і повернувся до Боснії, виступаючи за команди «Слобода» (Тузла), «Зриньські» та «Тузла Сіті».
У липні 2021 року перейшов в казахстанський клуб «Шахтар» з Караганди.

## Досягнення
- Чемпіон Боснії і Герцеговини: 2014/15